# Ectinohoplia trichota
Ectinohoplia trichota är en skalbaggsart som beskrevs av Jacobson 1914. Ectinohoplia trichota ingår i släktet Ectinohoplia och familjen Melolonthidae. Inga underarter finns listade i Catalogue of Life.